# Гарц (национальный парк)
Гарц  (нем. Nationalpark Harz) — национальный парк в Германии.
Национальный парк Гарц был образован 1 января 2006 года объединением двух парков: Гарц в земле Нижняя Саксония, образованным в 1994 году и Верхний Гарц в земле Саксония-Анхальт, образованным в 1990 году. Площадь парка в настоящее время составляет 247 км². Международный союз охраны природы присвоил парку II категорию.
Парк занимает большую часть Западного Гарца, около 95 % его территории занимают леса, в основном еловые и буковые. Остальную территорию занимают болота и гранитные скалы. Типичные представители фауны парка — оляпки, аисты, лесные кошки. В 1999 году на территории Гарца была успешно реинтродуцирована рысь, уничтоженная в начале XIX века.
Высшая точка — гора Брокен (1141 м), средняя высота — 230—270 м. На склонах Западного Гарца берут начало реки, крупнейшие — Боде, Одер (приток Руме) и Ильзе (приток Окера).
У границ национального парка расположены города Херцберг, Бад-Лаутерберг, Бад-Гарцбург и Ильзенбург.